# Chaenopsidae
Famille
Les Chaenopsidae sont une famille de poissons de l'ordre des Blenniiformes, faisant partie du groupe des blennies. 

## Liste des genres
Selon World Register of Marine Species (3 avril 2015) :
- genre Acanthemblemaria Metzelaar, 1919 -- 21 espèces
- genre Chaenopsis Gill, 1865 -- 10 espèces
- genre Cirriemblemaria Hastings, 1997 -- 1 espèce
- genre Coralliozetus Evermann & Marsh, 1899 -- 6 espèces
- genre Ekemblemaria Stephens, 1963 -- 3 espèces
- genre Emblemaria Jordan & Gilbert, 1883 -- 16 espèces
- genre Emblemariopsis Longley, 1927 -- 14 espèces
- genre Hemiemblemaria Longley & Hildebrand, 1940 -- 1 espèce
- genre Lucayablennius Böhlke, 1958 -- 1 espèce
- genre Mccoskerichthys Rosenblatt & Stephens, 1978 -- 1 espèce
- genre Neoclinus Girard, 1858 -- 11 espèces
- genre Protemblemaria Stephens, 1963 -- 3 espèces
- genre Stathmonotus Bean, 1885 -- 7 espèces
- genre Tanyemblemaria Hastings, 1992 -- 1 espèce

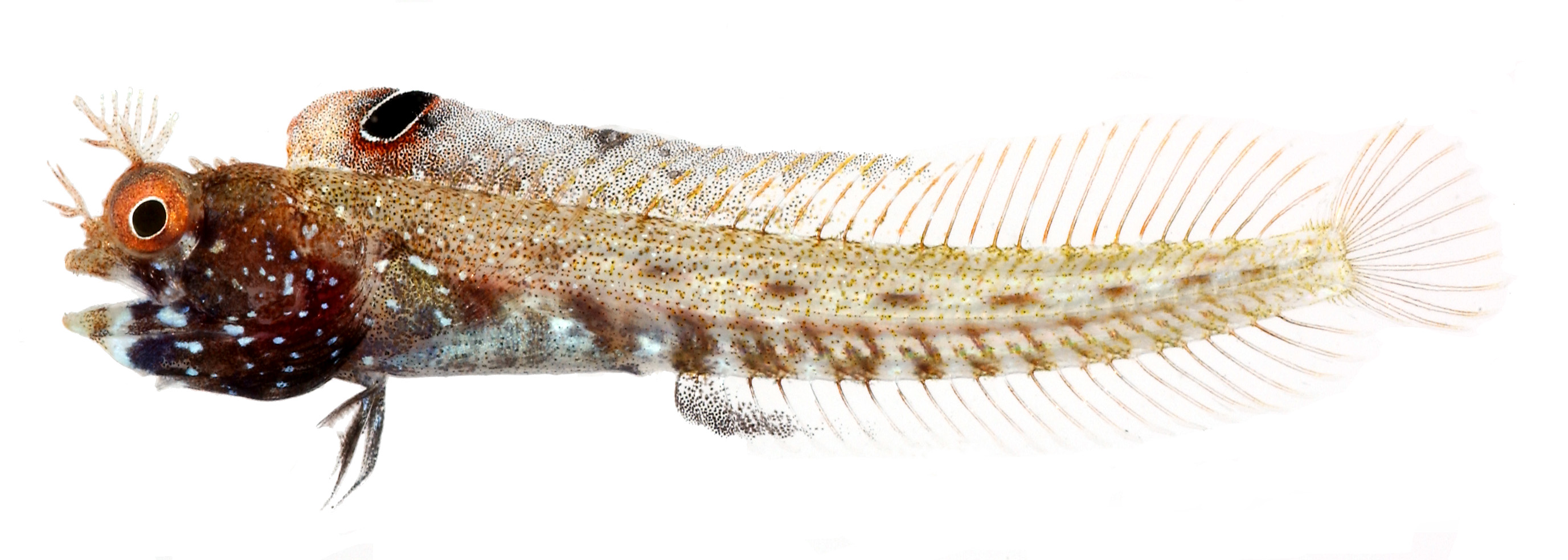
Acanthemblemaria aspera
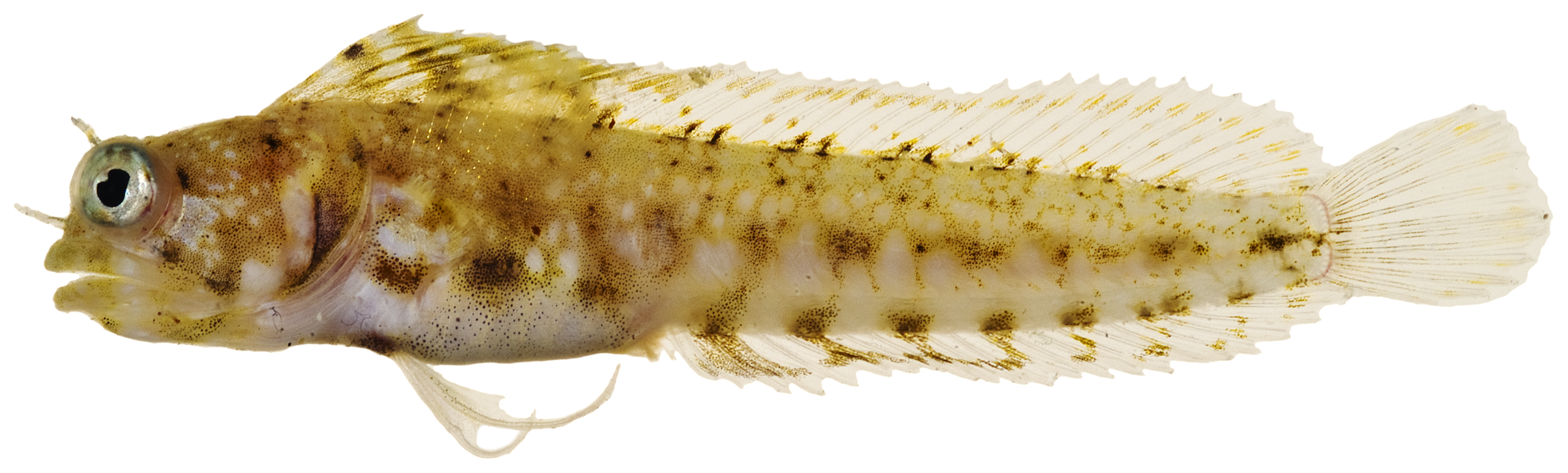
Emblemaria pandionis
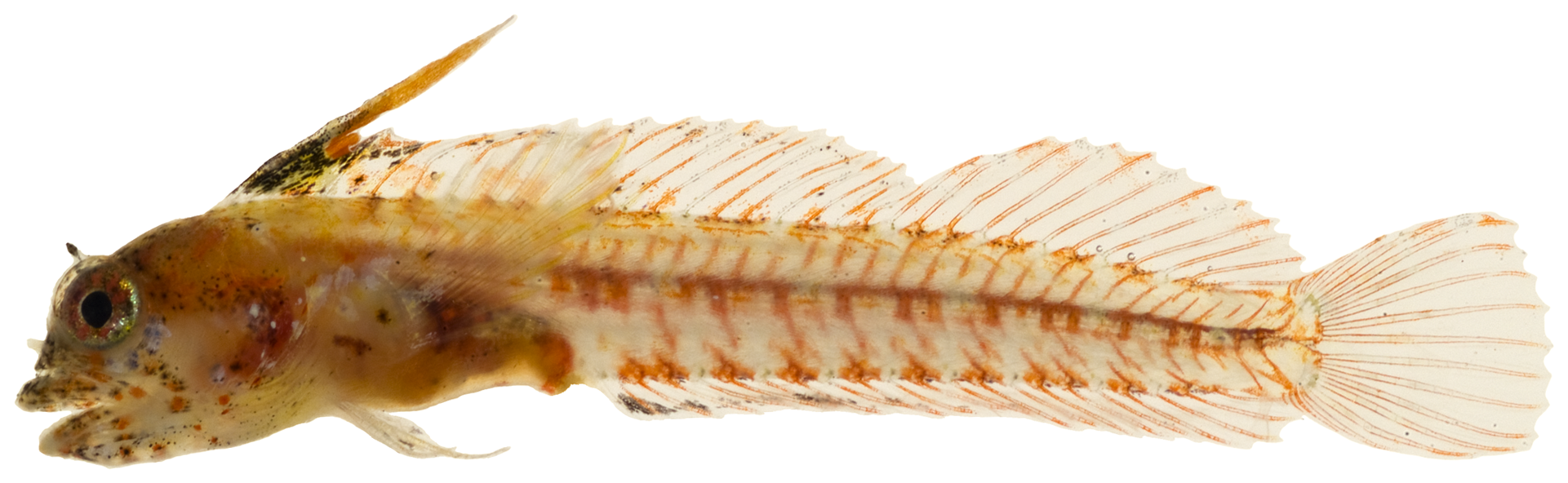
Emblemariopsis cf. signifer
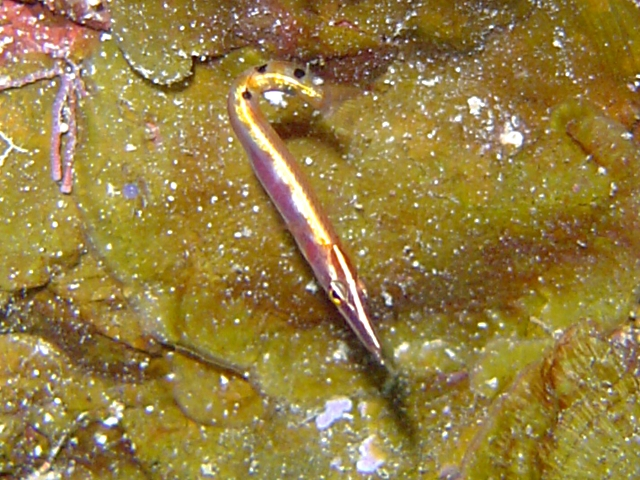
Lucayablennius zingaro
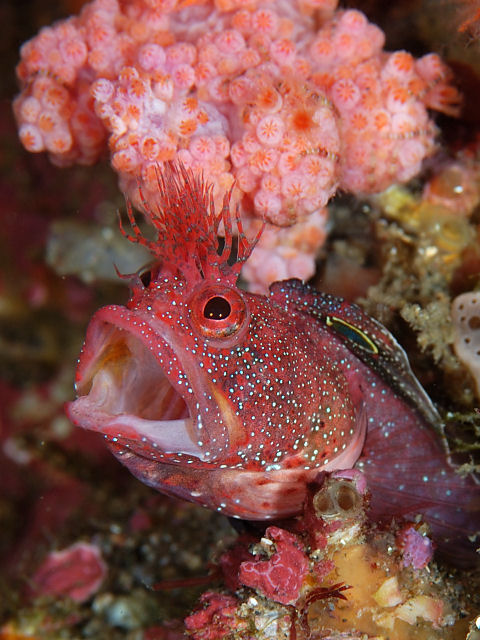
Neoclinus bryope
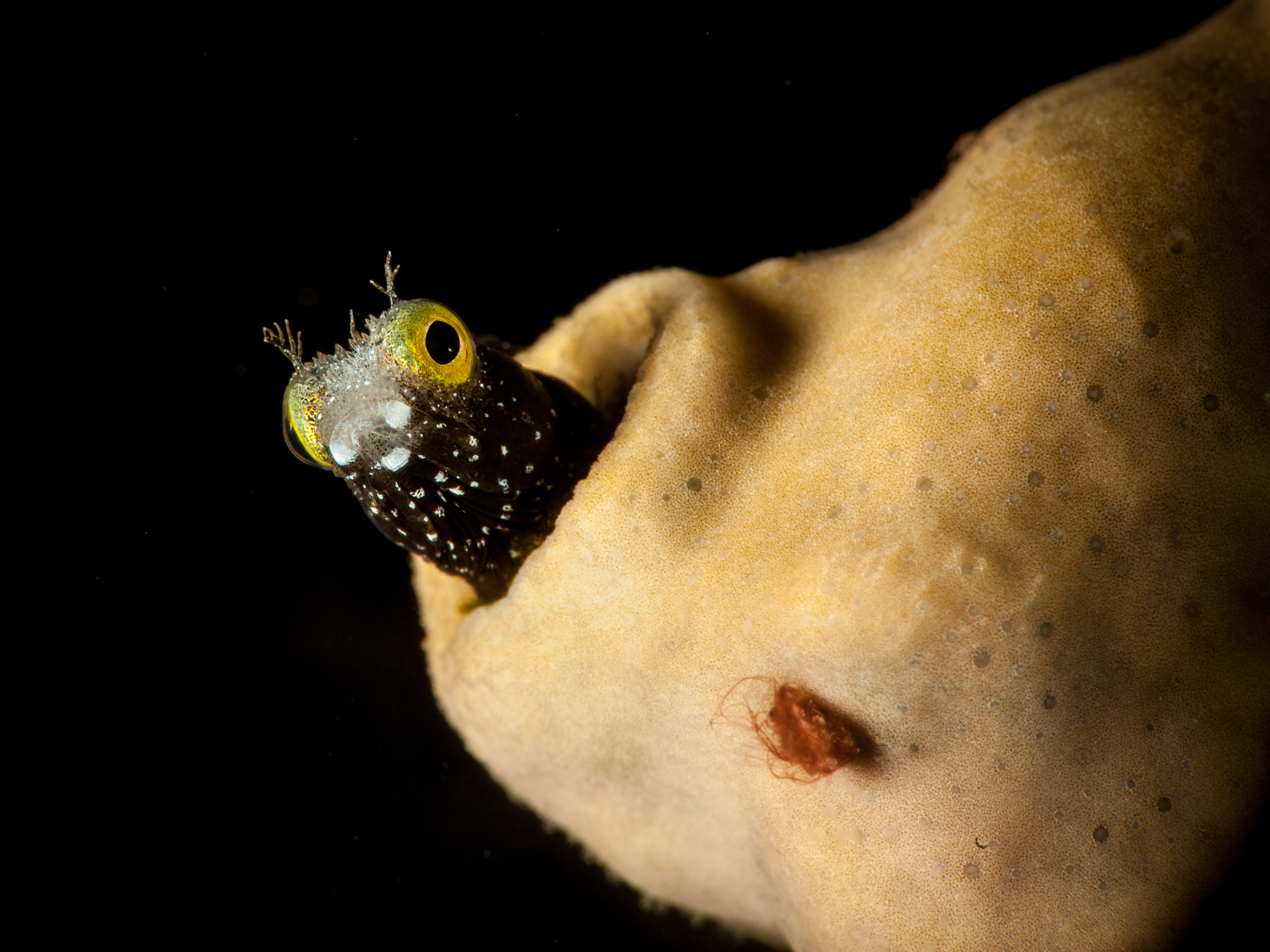
Un Acanthemblemaria spinosa, des Acanthemblemaria, des Chaenopsidae, à Cuba. Aout 2017.
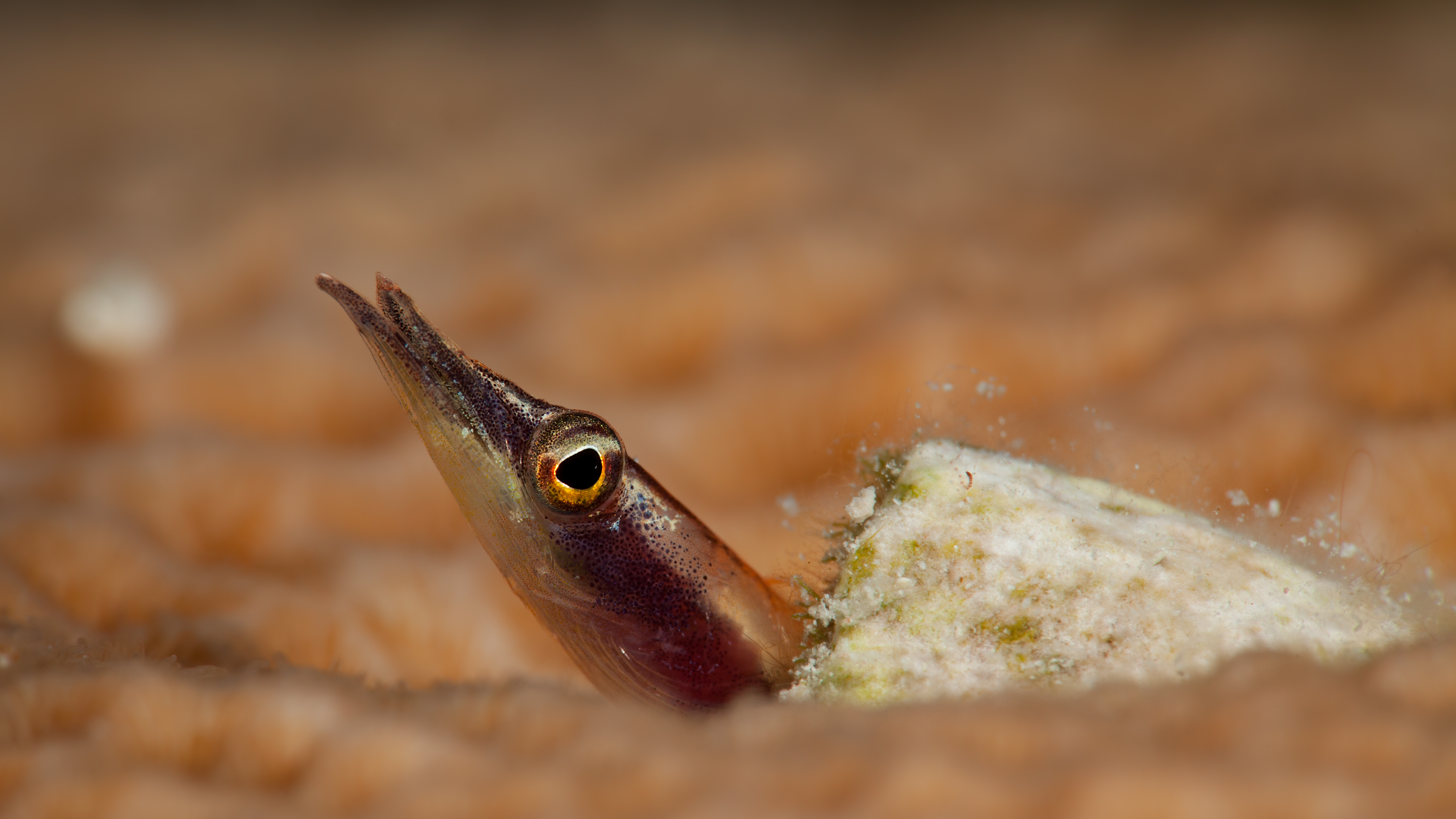
Un Lucayablennius zingaro, des Chaenopsidae, sur les côtes près de Cuba. Aout 2017.